# Daniel Doppsko
Daniel Doppsko är en bok av Lennart Hellsing med bilder av Stig Lindberg. Boken gavs ut 1959.
Daniel Doppsko är också en tecknad figur i barnböcker och rim av Lennart Hellsing.

## Handling
Boken handlar om Daniel Doppsko som bor i staden Sålunda.